# La Poste Monaco

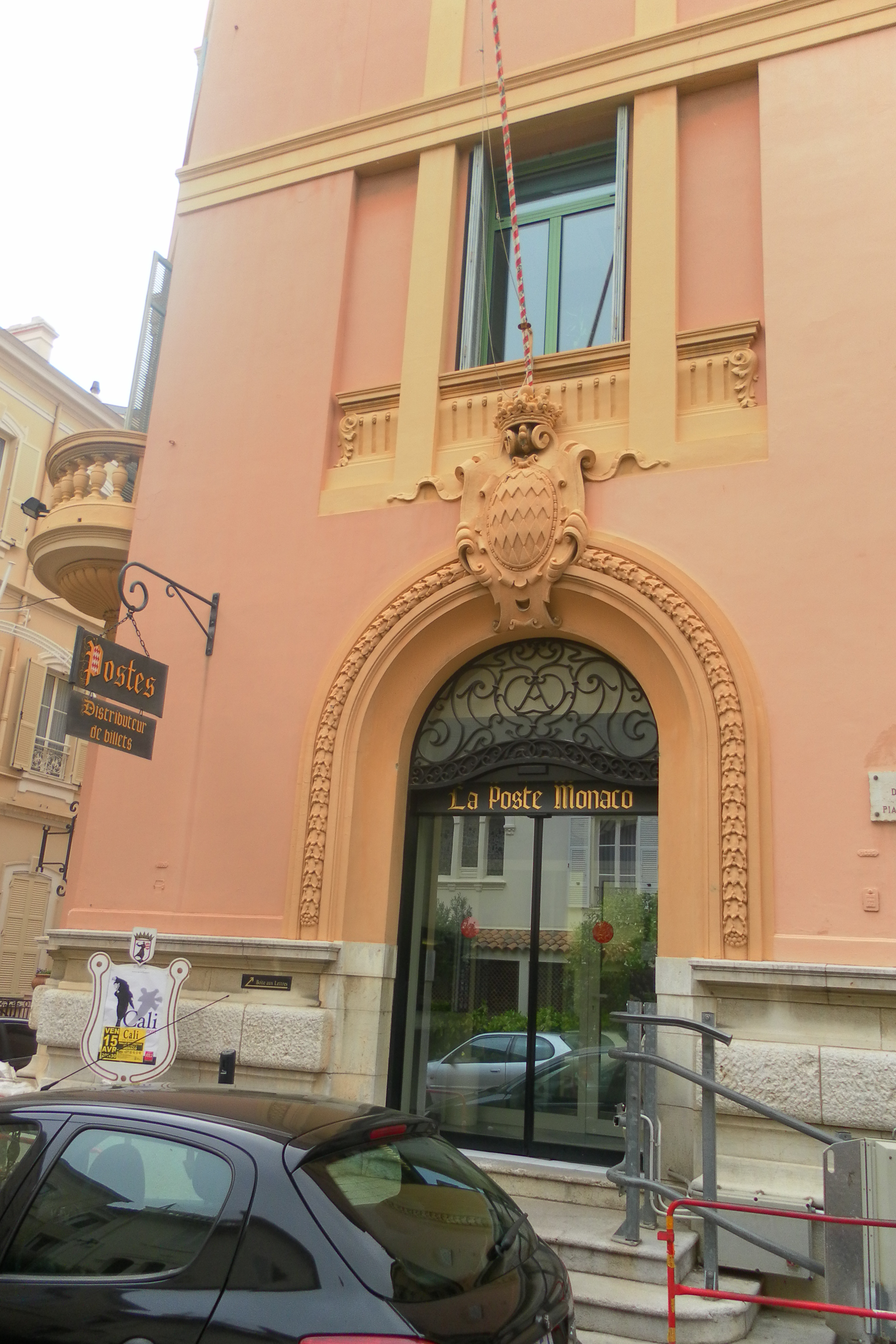
Vista de uno de sus edificios en el distrito de Monaco-Ville

La Poste Monaco es el nombre que recibe el servicio postal del Principado de Mónaco, fue fundado en 1937, y su sede se localiza en el Palais de la Scala 1, Avenida Henri Dunant. El servicio postal de Mónaco se compone de siete filiales a lo interno del principado:
- Monte-Carlo: Avenue de l'Ermitage (sede central, Avenida del Ermitage )
- Monaco Condamine: Chemin de la Turbie
- Monaco-Ville: Place de la Mairie (Plaza del Ayuntamiento)
- Monte-Carlo Moulins: Rue des Orchidèes (Calle de las Orquídeas)
- Monaco Fontvielle: Place du Campanile Saint-Nicholas (San Nicólas)
- Monte-Carlo Larvotto: Avenue Principesse Grâce (Avenida Princesa Grace)
- Monaco Herculis: Rue de la Colle (Calle de la Colle)

El servicio postal en el Principado de Mónaco comienza gracias a Francia en el siglo XVII. Las primeras estampillas en Mónaco se imprimen sólo en 1885 bajo el gobierno del príncipe Carlos III. El servicio postal fue establecido sólo en 1937 bajo el mandato de Luis II.